# Lobsang Trashi
Lobsang Trashi (18e eeuw - Lhasa, 23 januari 1751) was een Tibetaans huishofmeester van de regent en na diens dood aanvoerder van de eerste opstanden van 1750 in Lhasa.

## Levensloop
Lobsang Trashi was huishofmeester van (mgron gnyer) van Gyurme Namgyal die regent van Tibet was van 1747 tot 1750. Over zijn herkomst is niets bekend.
Toen Gyurme Namgyal op 11 november 1750 door de twee Chinese ambans Fucin en Labdon werd vermoord, hoorde Lobsang Trashi tot het kleine gevolg van de regent die in een kleine voorkamer van de residentie van de ambans op hem wachtte. De moord van de ambans op alle begeleiders ontliep Trashi, omdat hij zich via een sprong uit het raam in veiligheid wist te brengen.

### Opstand
Meteen na zijn vlucht uit de residentie van de ambans, verspreidde Lobsang Trashi het bericht over de moord op de regent. Al tijdens de beraadslagingen van de Tibetaanse regering brak in Lhasa onder Trashi een storm van oproer uit.
Na vergeefse interventies van hoogwaardigheidsbekleders, trok Trashi met de andere opstandelingen naar de residentie van de ambans, die werd belegerd en in brand gestoken. De ambans, 49 Chinese soldaten en twee officieren kwamen om het leven. Het volgende doel was de schatkamer van de Chinese soldaten waar Trashi en zijn aanhangers 85.000 tael buit maakte. In het oproer werden nog eens 77 Chinese burgers om het leven gebracht.

### Vlucht naar Dzjoengarije
Trashi en zijn gevolg vonden geen ondersteuning van de zijde van de Tibetaanse adel en leden van de regering die vreesden voor represailles van keizer Qianlong of verlies van religieus gebied van de gelugorde in Oost-Tibet en Mongolië.
Trashi ontvluchtte met zijn aanhangers Lhasa met als doel zich met het bemachtigde geld in Dzjoengarije te vestigen. Op 21 november 1750 liet minister Gashi Pandita de zevende dalai lama weten dat hij Trashi en veertien van zijn aanhangers had vastgenomen. Eveneens was een groot deel van het geroofde geld veilig gesteld.

### Executie
De eerste vertegenwoordiger van de Chinese keizer die Lhasa na het oproer met een persoonlijke escorte bereikte, was Bandi, de Chinese vertegenwoordiger van het gebied Kokonor). Bij aankomst van Bandi, de Chinese vertegenwoordiger van het gebied Kokonor (huidig Qinghai), werd Trashi kort verhoord en gemarteld, waarna zijn executie werd aangekondigd. Luciano Petech beschreef het einde van Lobsang Trashi en zijn aanhangers als volgt:
Op 23 januari 1751 werd Lhasa, vergelijkbaar met 1728, opnieuw getuige van een volgend voorbeeld van gruwelijk Chinese justitie. Lobsang Trashi en zes andere aanvoerders van de rebellie werden door middel van het snijden in stukken geëxecuteerd. De Andere personen werden onthoofd of gewurgd. De hoofden van de geëxecuteerden werden op stangen geprikt en aan het publiek tentoongesteld. De overige aanvoerders werden verbannen en hun bezittingen ontnomen.— Luciano Petech (1972) China and Tibet in the Early XVIIIth Century, pag. 225